# 勇気ある経営大賞
勇気ある経営大賞（ゆうきあるけいえいたいしょう）は、東京商工会議所が主催する中小企業またはグループを顕彰する制度。2003年に開始され毎年行われている。

## 概要・趣旨
大賞の選定基準、中小企業に対し下記の条件で選定する。
- 大きなリスクに挑戦したか
- 高い障壁に挑んだか
- 常識の打破に挑戦したか
- 高い理想の追求を行ったか

## 受賞企業など

### 2016年 第14回
- 大賞：株式会キミカ
- 優秀賞：株式会社アスペクト
- 優秀賞：管清工業株式会社
- 特別賞：株式会社東京インスツルメンツ

### 2017年 第15回
- 大賞：株式会社丸高工業
- 優秀賞：協栄産業株式会社
- 優秀賞：株式会社南武
- 特別賞：株式会社協進印刷
- 特別賞：株式会社ワキュウトレーディング

### 2018年 第16回
- 大賞：日本電鍍工業株式会社
- 優秀賞：株式会社飯田
- 優秀賞：エコサイクル株式会社
- 特別賞：英弘精機株式会社
- 特別賞：株式会社エジソン

### 2019年 第17回
- 大賞：株式会社東鋼
- 優秀賞：株式会社華光
- 優秀賞：東京彫刻工業株式会社
- 特別賞：株式会社若松

### 2020年 第18回
中止

### 2021年 第19回
- 大賞：株式会社三輪書店
- 優秀賞：株式会社新富士空調
- 優秀賞：砂山靴下株式会社
- 優秀賞：株式会常磐植物化学研究所
- 優秀賞：株式会社仲代金属
- 特別賞：なし
- 奨励賞が13社に送られた。

## マスコミ報道
- 2017年12月17日、2018年1月21日、TOKYO MX「中小企業の底ヂカラ」で『勇気ある経営大賞』が紹介された。以後毎年放送[1]。
- フジサンケイビジネスアイ・下野新聞・循環経済新聞・包装機械新聞・日刊工業新聞・東商新聞に受賞企業紹介を掲載
- フジサンケイビジネスアイ・産経新聞・日刊工業新聞に顕彰式典記事掲載を掲載

## 参考資料
- 勇気ある経営大賞とは - 東京商工会議所、勇気ある経営大賞解説